# Jordi Savall
Jordi Savall i Bernadet (Igualada, 1 augustus 1941) is een Spaans gambist, dirigent en componist. Daarnaast heeft hij een eigen platenlabel (Alia Vox) en is hij oprichter van drie ensembles. Hij geldt sinds de jaren 70 als een van de leidende figuren in de wereld van de Oude Muziek. Zijn repertoire bestaat uit middeleeuwse muziek, renaissancemuziek, volksmuziek en barokmuziek.

## Levensloop

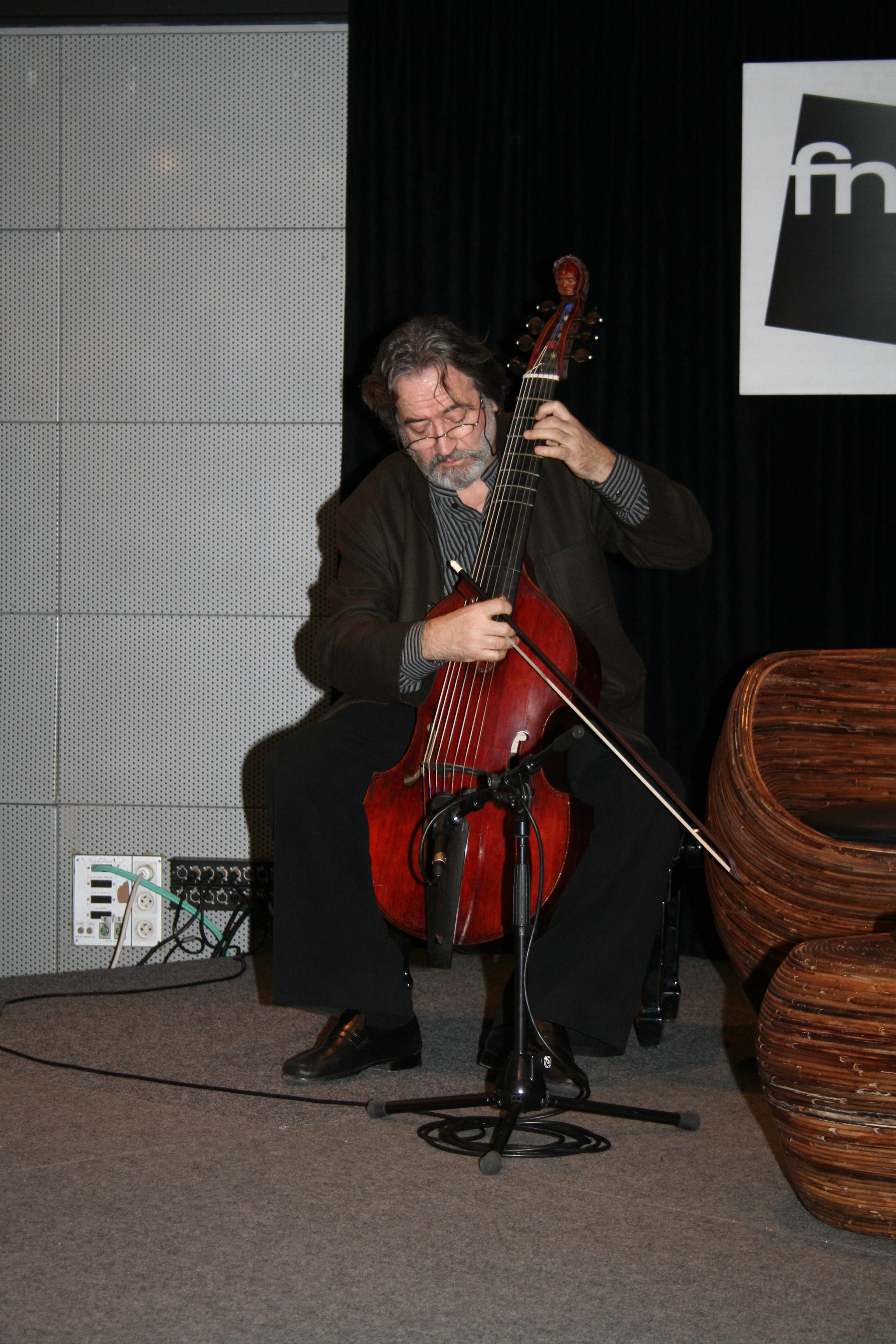
Jordi Savall met de viola da gamba

### Opleiding
Savalls muzikale opleiding begint als hij zich op 6-jarige leeftijd aanmeldt bij het plaatselijk jongenskoor. Tussen 1959 en 1965 studeert Savall cello aan het Conservatori Superior de Música del Liceu in Barcelona. Savall raakt geïnteresseerd in Oude Muziek. Hij leest er veel over en leert zichzelf bovendien viola da gamba spelen. Vier jaar na zijn afstuderen gaat Savall studeren aan de Schola Cantorum Basiliensis in Bazel, waar hij uiteindelijk zijn docent August Wenzinger opvolgt.

### Carrière
Met zijn vrouw, wijlen sopraan Montserrat Figueras, richt hij het ensemble Hesperion XX op. In dit ensemble zitten muzikanten uit de hele wereld. Het ensemble maakt al snel naam. De grote doorbraak van Savall komt als hij de soundtrack speelt van de prijswinnende film Tous les matins du monde van Alain Corneau, met Gérard Depardieu in de hoofdrol. De film beschrijft het leven van de Franse componist en gambist Marin Marais. In de loop van zijn carrière richt hij nog twee ensembles op. La Capela Reial de Catalunya richt zich op de vocale muziek van voor 1800. Le Concert des Nations is een orkest dat zich bezighoudt met het barokke en klassieke repertoire.

## Onderscheidingen en prijzen
- 1992: César voor Beste filmmuziek met Tous les Matins du Monde
- 2000: Premi d'Honor Lluís Carulla
- 2002: Eredoctoraat aan de Université catholique de Louvain
- 2006: Eredoctoraat aan de Universiteit van Barcelona
- 2008: Benoeming tot ambassadeur voor interculturele dialoog voor de Europese Unie
- 2009: Händelprijs
- 2016: Maatschappelijk eredoctoraat aan de Universiteit Utrecht

## Discografie

### Albums
| Album met hitnotering(en) in de Vlaamse Ultratop 200 albums | Datum van verschijnen | Datum van binnenkomst | Hoogste positie | Aantal weken | Opmerkingen                                           |
| ----------------------------------------------------------- | --------------------- | --------------------- | --------------- | ------------ | ----------------------------------------------------- |
| Mare nostrum                                                | 2012                  | 19-05-2012            | 199             | 1            | met Montserrat Figueras, Lior Elmaleh & Hespèrion XXI |
| Erasmus van Rotterdam - In praise of Folly                  | 2013                  | 26-01-2013            | 101             | 1*           |                                                       |